# نافع بن ازرق
نافِع بن اَزرَق (؟ - ۶۵/ ۶۸۵م) پایه‌گذار و رهبر ازارقه بود، از فرقه‌های خوارج که در دوران بنی امیه می‌زیست. فرقهٔ ازارقه یکی از فرقه‌های خوارج به‌شمار می‌آید. نافع اهل بصره بود ولی پدرش ازرق، برده‌ای رومی و آهنگر بود. در روستای دولاب، نزدیک اهواز در زمان عبدالله بن زبیر کشته شد.